# Nancy Spungen
Nancy Laura Spungen (AFI: [ˈspʌŋɡən]; em hebraico: ננסי לורה ספונגן; romaniz.: Nensi Lora Sfungen; nascida na Filadélfia, 27 de fevereiro de 1958 – Nova Iorque, 12 de outubro de 1978) foi uma groupie estadunidense que ganhou notoriedade por seu relacionamento com Sid Vicious, baixista da banda de punk rock britânica Sex Pistols. A relação polêmica dos dois inspirou o filme Sid and Nancy.
Em outubro de 1978, aos 20 anos, Spungen foi encontrada morta no banheiro do quarto do casal, de uma única facada ferida no abdômen. Sid Vicious foi acusado de seu assassinato, mas morreu de overdose de heroína enquanto sob fiança em fevereiro de 1979, antes que o caso fosse a julgamento. Vários autores e cineastas têm especulado sobre o papel de Vicious na morte de Spungen e há possibilidade de que Spungen ter sido morta por um traficante de drogas que frequentava seu quarto de hotel.

## Começo da vida e educação
Spungen nasceu em 27 de fevereiro de 1958, no Hospital da Universidade da Pensilvânia, Filadélfia, filha de Franklin "Frank" Spungen (1934–2010) e Deborah Spungen (1937–2024). Os Spungens eram uma família judia de classe média que residiam em Lower Moreland Township, um subúrbio da Filadélfia. O pai de Spungen era um caixeiro viajante e sua mãe mais tarde teve uma loja de comida orgânica chamada chamada The Earth Shop nas proximidades de Jenkintown. Sua família materna emigrou originalmente para os Estados Unidos de Zhmerynka, Ucrânia, por causa dos pogroms durante a Guerra Civil Russa na década de 1910.
Na época de seu nascimento, uma recém-nascida Spungen quase morreu de anoxia perinatal depois de ser sufocada pelo cordão umbilical durante o parto; foi determinado que ela não sofreu nenhuma lesão grave, perda de oxigênio prejudicial ao cérebro. No entanto, perceberam que a pele de Spungen estava com icterícia neonatal e apresentou sintomas de cianose grave, forçando a recém-nascida a passar por um parto imediato e transfusões sanguíneas; seus pais não puderam vê-la ou segurá-la naquele momento, impedindo um potencial momento de união (hora de ouro). Em vez disso, Spungen foi amarrada a uma pequena cama de hospital e atendida por médicos, que acabaram salvando sua vida. Ela recebeu alta do hospital oito dias após o nascimento.
Spungen provou ser um bebê difícil, tendo crises de choro e birras até o final da infância. Aos três meses de idade, foi-lhe prescrito um barbitúrico líquido por um pediatra, algo normalmente dado a pacientes que sofriam com convulsões. A medicação foi ineficaz e seu comportamento violento persistiu. Em 1983, a mãe de Spungen disse: "Eu sei que é normal que bebês chorem, mas Nancy não fazia nada além de gritar." Embora se destacasse academicamente, ela tinha poucos amigos durante os anos do ensino fundamental.
Quando criança, Spungen demonstrou comportamento violento em relação à sua irmã mais nova, Susan, mas era muito carinhosa com seu irmão mais novo, David. Susan, que mais tarde se tornou uma escritora notável e food stylist, disse que tinha "memórias confusas" da irmã: "Éramos felizes quando crianças, brincávamos juntas e eu admirava [Nancy]. Eu tinha 10 ou 11 anos quando ela foi para um internato e, naquela época, ela não ficava muito em casa." Spungen supostamente ameaçou matar uma babá com uma tesoura e tentou agredir seu psiquiatra, que a acusou de agir para chamar atenção. Aos 11 anos, Spungen foi expulsa da escola pública após faltar às aulas por mais de duas semanas. Cansados de seu comportamento errático, seus pais a matricularam na Escola Devereux Glenholme em Washington, Connecticut, e no Devereux Manor High School em Berwyn, Pensilvânia. Em janeiro de 1972, Spungen fugiu da Devereux Manor e tentou suicídio cortando seus pulsos com uma tesoura. Aos 15 anos, seu psiquiatra a diagnosticou com esquizofrenia.
Spungen se formou na Lakeside High School em 1974, duas semanas depois de ter sido aceita na Universidade do Colorado em Boulder. Ela começou a frequentar a universidade aos 16 anos. Cinco meses depois de seu primeiro ano, ela foi presa por tentar comprar maconha de um policial disfarçado. Depois de ser presa pela segunda vez por guardar objetos roubados em seu dormitório, ela foi expulsa. O pai de Spungen viajou para Boulder e aceitou um acordo judicial em seu nome, sob o qual ela concordou, sendo banida do estado de Colorado.

## Relacionamento com Sid Vicious
Spungen saiu de casa aos 17 anos e se mudou para a cidade de Nova York, onde se manteve como stripper, prostituta, jornalismo musical amador, e empregos de vendedora em lojas de roupas. Nas horas vagas, ela se tornou uma groupie e seguia bandas de rock, como Aerosmith, Bad Company, New York Dolls e Ramones. Em 1977, Spungen mudou-se para Londres com os Heartbreakers, liderado pelo guitarrista Johnny Thunders. Os Heartbreakers abriram para os Sex Pistols em Londres em sua turnê Anarchy In The UK, e como Nancy estava com os Heartbreakers, ela também conheceu possivelmente para conquistar Jerry Nolan dos Dolls, e acabou conhecendo os Sex Pistols na noite em que ela chegou a Londres, banda que incluia o baixista Sid Vicious. Vicious e Spungen se conheceram. Após ser rejeitada por John Lydon, Nancy e Sid começaram um relacionamento, indo morar juntos em março de 1977.
Durante uma relação tumultuada de dezenove meses, Spungen e Vicious — que já abusava de várias drogas — se tornaram dependentes de heroína e outras drogas. Os tablóides apelidaram ela de "Nauseating Nancy" (em inglês: Nauseating Nancy; romaniz.: lit. "Nancy Enjoativa") por causa das suas demonstrações públicas de abuso verbal e violência. Depois que os Sex Pistols se separaram em janeiro de 1978, Spungen e Vicious se mudaram para o Hotel Chelsea, em Nova York. Eles ficaram no quarto 100, registrados como "Sr. e Sra. John Simon Ritchie", nome verdadeiro de Vicious.

## Morte
Nos meses seguintes, Vicious e Spungen mergulharam em um abuso de substâncias mais profundo. Em 12 de outubro de 1978, o corpo de Spungen foi encontrado sob a pia do banheiro de seu quarto no Hotel Chelsea. Spungen havia sofrido um único ferimento fatal no abdômen. Vicious era o dono da faca que fez o ferimento. Uma faca de caça "007" que ele obteve depois de ver Dee Dee Ramone dar uma para Stiv Bators, do The Dead Boys, foi considerada a arma do crime por muito tempo, mas o relatório policial da Polícia de Nova York aponta que a faca era uma Jaguar Wilderness K-11, com uma lâmina de cinco polegadas (13 cm).
Vicious foi imediatamente preso e acusado de assassinato de segundo grau. Ele se declarou inocente e foi liberado sob fiança. Quatro meses após a morte de Nancy, antes que o julgamento pudesse acontecer, ele morreu de overdose de heroína. consequentemente, a Polícia de Nova York encerrou o caso.
Spungen foi enterrada no King David Memorial Park em Bensalem Township, Pensilvânia, Estados Unidos.
Existem várias teorias de que Spungen foi assassinada por outra pessoa que não Vicious, como um dos dois traficantes de drogas que visitaram o apartamento naquela noite, e que um possível roubo estava envolvido, visto que certos itens foram alegados em falta na sala. Em seu livro Pretty Vacant: A History of Punk, Phil Strongman acusou o ator e comediante Rockets Redglare de matar Spungen; Redglare entregou drogas no quarto do casal na noite do assassinato. Ao longo da sua vida, Redglare (que morreu em 2001) negou firmemente à imprensa qualquer envolvimento no assassinato, mas supostamente confessou o assassinato dentro de seu círculo de amigos.

## Na cultura popular

### Cinema
- O filme Sid and Nancy (1986), dirigido por Alex Cox, com roteiro de Alex Cox e Abbe Wool e atuações de Gary Oldman, Chloe Webb, Courtney Love, entre outros, foi lançado. Ele retrata a vida de Vicious, interpretado por Gary Oldman, e seu relacionamento com Spungen, interpretado por Chloe Webb. Críticos elogiaram a atuação de Webb como Spungen.[31][22] Para o filme, Oldman perdeu peso para interpretar o papel de Sid Vicious e teve que ser hospitalizado brevemente por ter perdido muito peso. O filme foi criticado pelo ex-vocalista do Sex Pistools John Lydon, que afirmou que a história do filme não era fiel à vida de Sid Vicious. As diferenças com os fatos reais não são tão abismantes, Nancy Spungen foi encontrada morta no banheiro, sentada com a cabeça encostada na parede, ao contrário do filme, onde ele cai em agonia no meio do chão do banheiro. A trilha sonora não contém nenhuma música interpretada pelos Sex Pistols ou pelo próprio Sid Vicious. No filme, Cox também apresentou a teoria de que Spungen e Vicious tinham um pacto suicida.

### Literatura
- Em 1983, A mãe de Spungen, Deborah, escreveu um livro de memórias autobiográfico, And I Don't Want to Live This Life. O título é retirado de um poema que Vicious escreveu.[32] A A mãe de Nancy citou os problemas médicos da filha e revelou que ela sofria com esquizofrenia. Isso poderia explicar suas dificuldades com seus relacionamentos sociais.
- Em 2007, o conto de Veronica Schanoes, "Rats" apareceu na antologia da Interstitial Arts Foundation de 2007, Interfictions. A história é um conto de fadas punk rock inspirado na vida de Spungen. Schanoes disse: "Eu escrevi 'Rats' porque estava zangado com a forma como as histórias recentes do punk nas mesas de centro parecem não ter problemas em demonizar uma adolescente morta e doente mental."[33]
- Em 2010, o documentário Who Killed Nancy?, dirigido por Alan G. Parker, foi lançado e inclui entrevistas com associados de Vicious e Spungen, incluindo John Holmstrom, Don Letts, Glen Matlock e Howie Pyro.[34]
- "Nana" (2000—hiato), série de mangá shoujo escrita e ilustrada por Ai Yazawa (Paradise Kiss), publicada na revista Cookie, através da Shueisha, faz referência ao relacionamento de Sid e Nancy e sua estética punk, principalmente em relação a dois dos seus personagens principais. Dois longa-metragens live-action baseadas na obra foram lançados em 3 de setembro de 2005 e 9 de dezembro de 2006, respectivamente. A série também recebeu uma adaptação em anime de 47 episódios, pelo estúdio Madhouse.[35]

### Música
- Em 1979, "Horror Business", uma música da banda americana de punk rock Misfits foi inspirada pelo assassinato de Spungen. A letra da música inclui versos como: "You don't go in the bathroom with me" (em inglês: You don't go in the bathroom with me; romaniz.: lit. "não vá ao banheiro comigo") e "I'll put a knife right in you" (em inglês: I'll put a knife right in you; lit. "vou enfiar uma faca em você")[36][37] Antes da morte de Vicious, haviam rumores de que os Misfits abririam para Vicious em seu álbum de estreia solo.[36] O baixista do Misfits, Jerry Only compareceu a um jantar no apartamento de Michelle Robinson, a nova namorada de Vicious, na noite em que Vicious morreu.[36]
- "Sid And Nancy", música da banda NOFX, no álbum First Ditch Effort.
- "Love Kills", música da banda Ramones, do álbum Animal Boy, referencia este casal.
- "Back Drop [Nancy]", música da banda the GazettE, da compilação de 2003, Kaleidoscope.
- "No Manners", música do grupo SuperM, do álbum homônimo, menciona o casal no minuto 2:15.
- "Mentiste", música de Cazzu, menciona o casal no minuto 2:28.
- "So Am I", música de Ava Max, menciona o casal no minuto 1:18.
- "Sid & Nancy", música de Machine Gun Kelly, do álbum Mainstream Sellout.
- "Summer Song" música de Remy Bond, menciona o casal no minuto 1:49.

### Televisão
- Os Simpsons, temporada 19, episódio 412, Love, Springfieldian Style (2008), escrito por Don Payne, dirigido por Raymond S. Persi, lançado nos Estados Unidos em 17 de fevereiro de 2008, três dias após o Dia de São Valentim. É a décima trilogia da série, excluindo os especiais de Halloween, e inclui três histórias de romance. No terceiro segmento, chamado Sid e Nancy, essa história é contada pelos personagens da série. Lisa como Nancy Spungen, Nelson como Sid Vicious, Bart como Johnny Rotten, Jimbo como Steve Jones e Dolph como Paul Cook, onde Lisa e Nelson se tornam viciados em chocolate, que Otto, o motorista do ônibus escolar os oferece, que neste episódio interpreta um policial disfarçado. Algumas curiosidades relacionadas a esse relacionamento tempestuoso: na cena em que Otto oferece chocolate para Nancy e Milhouse, É encontrado como chocolate para venda, uma barra de Twix. Durante o segmento em que Sid e Nancy são mostrados comendo chocolate, a música  "Ever Fallen in Love (With Someone You Shouldn't've)" da banda Buzzcocks. Quando Sid chega atrasado para um show, Paul Cook (Dolph) diz a ele "Sidney Sheldon Vicious! Onde você estava, mascando Wonka? Isso se refere aos chocolates do livro "A Fantástica Fábrica de Chocolate" e suas duas adaptações cinematográficas. O clube onde Sid e Nancy cantam é chamado de "CBGB" (Comic Book Guy's Bar), em referência ao clube alternativo CBGB. Na cena final do episódio e durante os créditos, pode ser ouvida a música "Taxi to Heaven", do grupo Pray for Rain, do filme "Sid e Nancy".
- Em 2022, uma minissérie, Pistol, foi lançada, com Vicious interpretado por Louis Partridge. A minissérie retrata Vicious acordando em um estado de confusão na manhã seguinte à morte de Spungen, com lembranças aparentemente vagas de uma altercação na noite anterior. Ele fica horrorizado ao encontrar Spungen, interpretada por Emma Appleton, morto no banheiro. Esta versão parece seguir o relato de Vicious de que ele não lembrava de como Spungen havia sido ferida.